# Aeroportul Hog Cay
Aeroportul Hog Cay (IATA: TCV, ICAO: MYEY) este un aeroport din Bahamas.
Situat la o altitudine de 0 m, aeroportul dispune de o singură pistă.